# Isotropie (cosmologie)
Pour les articles homonymes, voir Isotropie.
En cosmologie, le concept d'isotropie s'applique à l'univers observable pour désigner que sa structure à grande échelle reste la même quelle que soit la direction d'observation. Ceci se réfère à deux concepts distincts :
- d'une part cela indique que l'expansion de l'Univers est isotrope, c'est-à-dire que la vitesse de récession apparente des galaxies situées à une distance donnée est la même quelle que soit la direction d'observation (expansion isotrope); à l'inverse on pourrait imaginer une expansion anisotrope telle une toile élastique que l'on étirerait dans une direction mais pas dans l'autre, mais un tel phénomène n'est pas observé avec l'expansion de l'univers,
- d'autre part, cela indique, d'une manière plus générale qu'il n'existe pas non plus de direction privilégiée révélée par des observations cosmologiques, qui incluent les catalogues de galaxies, le fond diffus cosmologique. Dans ce deuxième cas, on parle en général d'isotropie statistique, au sens où les écarts observés à l'homogénéité ont une structure indépendante de la direction d'observation.

## Isotropie de l'univers observable
Dans la limite de ce qui est actuellement mesurable à grande échelle, les observations indiquent que l'expansion de l'univers est isotrope : ni le taux d'expansion de l'univers, ni la luminosité ou la taille apparente des objets célestes ne présentent de variations significatives, à une distance donnée, en fonction de la direction d'observation. Jusqu'à récemment (2003), l'univers était même considéré comme statistiquement isotrope.
Cependant, l'étude détaillée des anisotropies du fond diffus cosmologique observées par le satellite WMAP a laissé entrevoir quelques anomalies qui pourraient éventuellement être interprétées comme un écart significatif à l'isotropie statistique de l'univers. En 2020, de nouvelles observations indépendantes et statistiquement robustes tendent également à remettre en cause l'isotropie de l'expansion de l'univers, mais la méthodologie employée est battue en brèche la même année.

## Quelques modèles cosmologiques non isotropes

### Non homogénéité et non isotropie
Il ne faut pas confondre non homogénéité et non isotropie. Il existe des modèles cosmologiques non homogènes mais isotropes. C'est par exemple le cas d'un univers à symétrie sphérique au centre duquel résiderait notre Galaxie. Cet univers vu depuis la Terre serait isotrope mais non homogène. Il serait par contre inhomogène et anisotrope pour un observateur situé suffisamment loin du centre. Notons qu'une telle situation va à l'encontre du principe copernicien, car elle suppose que l'observateur serait dans une situation privilégiée (au centre et pas ailleurs).
À l'exception soulevée ci-dessus, les modèles non homogènes apparaissent non isotropes en général : les inhomogénéités de ces modèles se voient dans certaines directions privilégiées. Les modèles considérés ci-dessous sont homogènes (ce que l'on observe ne dépend pas de la position de l'observateur), mais anisotropes.

### Anisotropie de l'expansion
En l'absence de matière, un univers homogène mais dont l'expansion est anisotrope est dit de type I dans la classification de Bianchi. Il est décrit par une métrique dite de Kasner.

### Anisotropie statistique
Un autre exemple radicalement différent d'univers homogène mais anisotrope se produit dans l'hypothèse où sa topologie est non simplement connexe. L'exemple le plus simple est celui du tore. Dans un tore, il existe des directions privilégiées qui correspondent aux directions du tore. Dans un univers dont les sections spatiales seraient toriques, ces directions privilégiées correspondraient à celles dans lesquelles l'on verrait éventuellement les images fantômes proches de notre propre galaxie.

## Réalité de l'isotropie
Les observations indiquent que l'expansion de l'univers observable est isotrope. Ce fait observationnel s'avère ne pas être évident : dans un univers rempli de matière ordinaire (matière baryonique), il n'y a aucune raison que l'univers soit homogène et isotrope. On s'attend même à ce qu'il apparaisse de plus en plus inhomogène à grande échelle. Cette situation paradoxale est connue sous le nom de problème de l'horizon. La résolution de ce problème dans le cadre du modèle standard de la cosmologie suppose l'existence d'une phase d'expansion rapide très tôt dans l'histoire de l'univers, appelée inflation cosmique. Dans ce cadre là, l'univers serait très inhomogène à très grande échelle, mais l'échelle à laquelle l'univers devient inhomogène est, du fait de la phase d'inflation, fantastiquement plus grande que la taille de l'univers observable.
Une étude du rayonnement X de 1 155 amas de galaxies par les satellites XMM-Newton, Chandra et ROSAT montre une anisotropie de l'univers. En coordonnées galactiques, la valeur de la constante de Hubble est de 65 km/s/Mpc dans la direction (l,b) = (303°,-27°) et de 77 km/s/Mpc dans la direction (l,b) = (34°,28°),.